# Svensk uppslagsbok

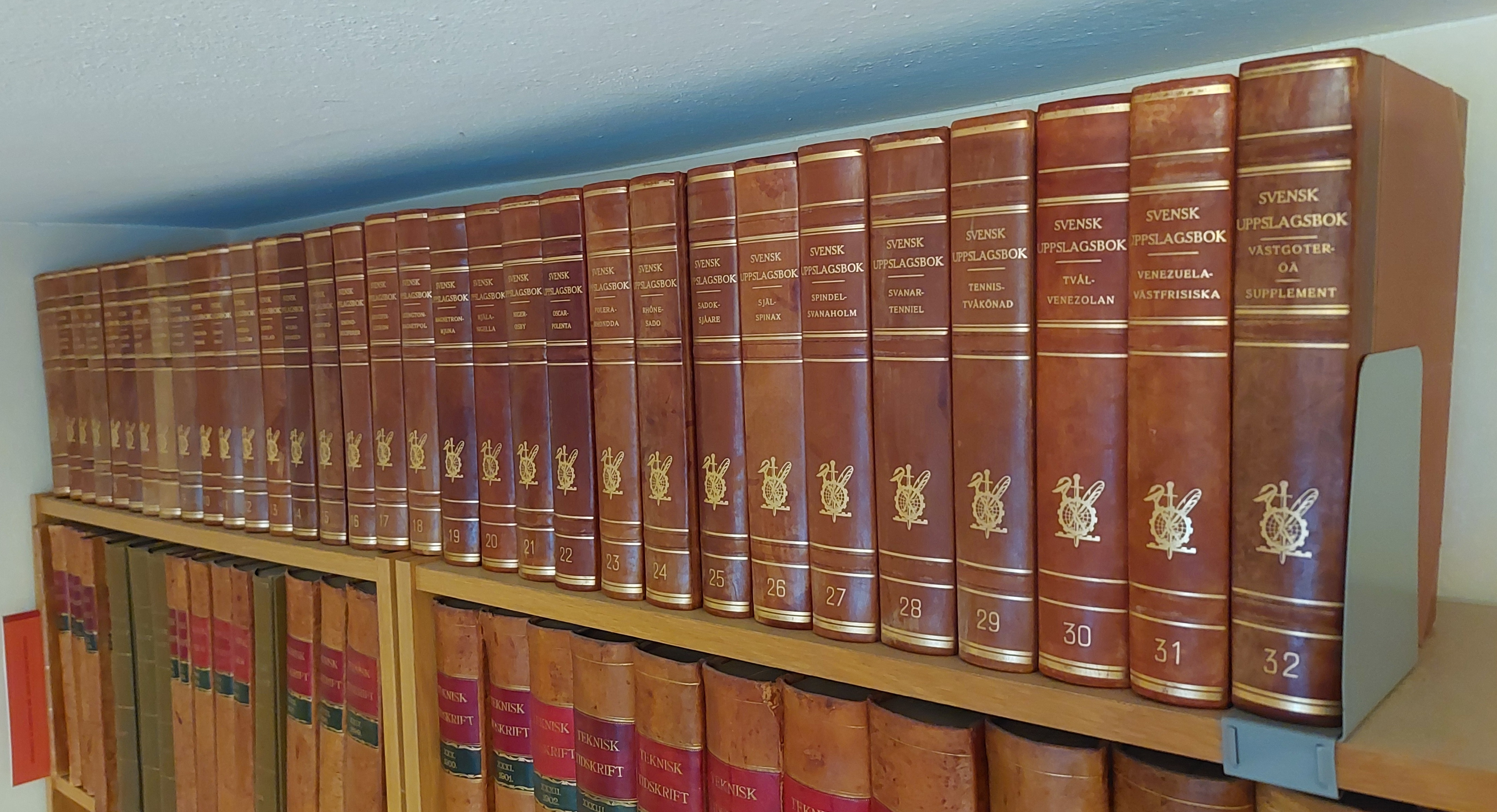
2. изд., 32 тома

Svensk uppslagsbok («Шведская энциклопедия») — универсальная энциклопедия на шведском языке, два издания которой были выпущены в период с 1929 по 1955 год. Считается одной из лучших шведских энциклопедий.
Первое издание выпускалось в период с 1929 по 1937 год и включало в себя 30 основных и один дополнительный том. Издание было начато фирмой Baltiska förlaget AB, но в 1931 году права были переданы отдельной фирме Svensk uppslagsbok AB. Выпуск томов энциклопедии осуществлялся в городе Мальмё. В предисловии, написанном в феврале 1929 года, отдельно указывалось, что ключевым принципом создания «Шведской энциклопедии» является привлечение в качестве авторов для написания статей исключительно крупных экспертов в различных областях знаний; почти все её статьи, даже небольшие, подписаны. Издателем были выкуплены права на перевод статей из 7-го издания немецкого Энциклопедического словаря Мейера, однако все переводившиеся статьи редактировались и дополнялись шведскими учёными и были подписаны ими. В 1939 году первое издание энциклопедии было переиздано с минимальными изменениями.
Второе издание, полностью переработанное, издавалось в период с 1947 по 1955 год и насчитывало 32 тома. Издание осуществлялось той же фирмой, но переименованной в 1945 году в Förlagshuset Norden AB. В декабре 2009 года второе издание было оцифровано и выложено в Интернет в свободном доступе, однако без цветных иллюстраций и без какой-либо коррекции текста.